# Болельщики ФК «Локомотив» (Москва)
Болельщики «Локомотива» предпочитают указывать как дату основания фан-движения 22 мая 1981 года, когда несколько болельщиков «Локомотива» в первый раз организованно посетили выездной матч команды.

## История

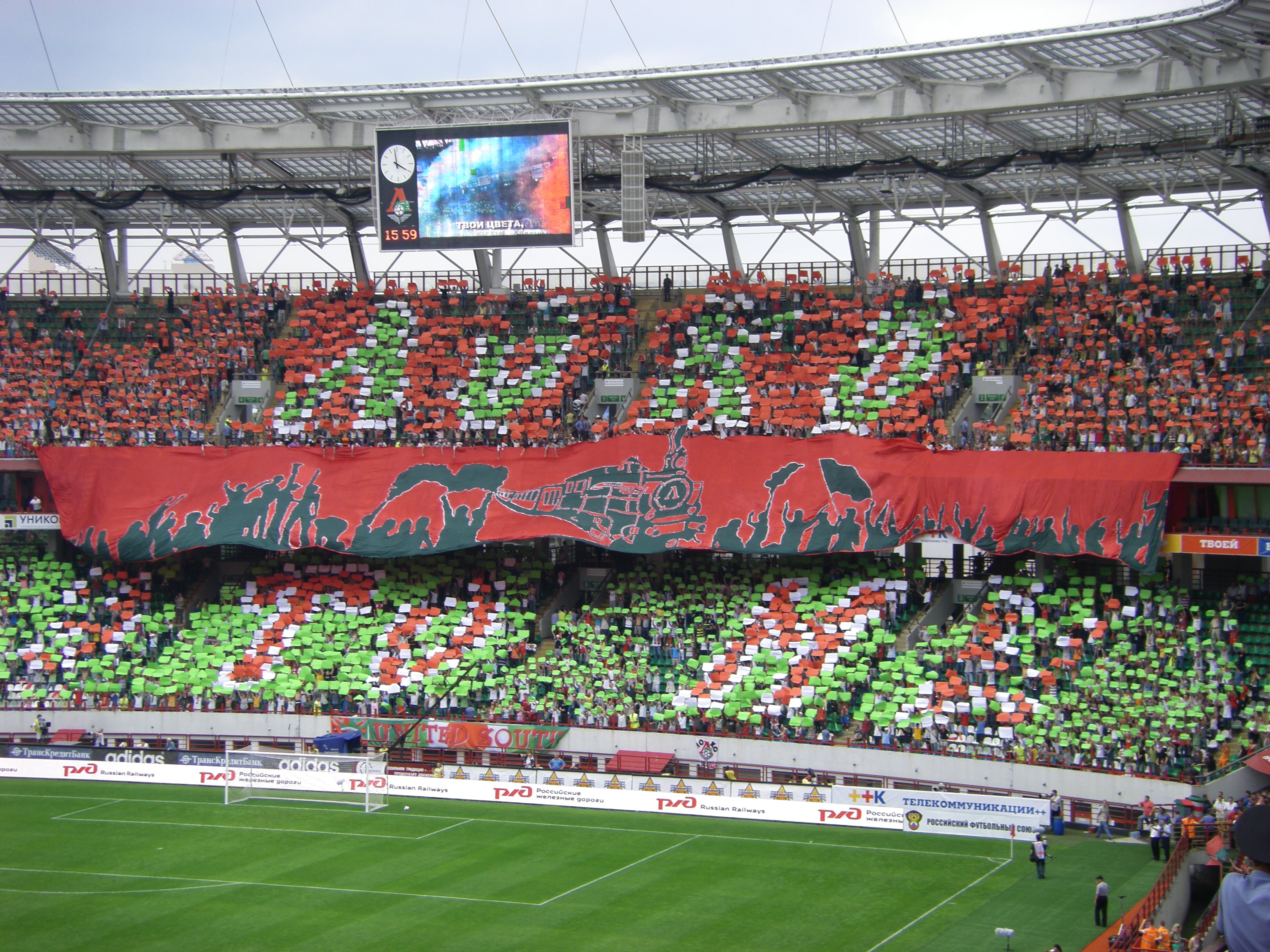
Перфоманс на дерби 19 июля 2008 года против Спартака.

В советский период и в первые розыгрыши чемпионата России «Локомотив» был наименее популярным из московских футбольных клубов, уступая намного более титулованным «Спартаку», ЦСКА, «Динамо» и «Торпедо», и по причине относительно низкого интереса болельщиков и скромных успехов команды носил прозвище «пятого колеса в телеге московского футбола».
Первое объединение фанатов «Локомотива» называлось «Локо-81» в честь первого организованного выезда в Кострому. Численность болельщиков клуба в 1980-х годах была небольшой, на выезды отправлялось не более тридцати человек, самый дальний выезд того периода — Алма-Ата 13 августа 1988 года.
В 1997 году основана группировка «Ультра Локо». В 1998 году численность фанатов красно-зеленых на выезде (матч 2 мая 1998 года в Ярославле) впервые превысила сто человек. 4 марта 1999 года основаны «Викинги» — ещё один отряд хуллз «Локомотива». Затем появились такие группировки фанов как БХЗ, «Street Band», «Train’s Team», «Steam Engines», «Reactive». Основным хулиганским объединением стала группировка «Mad Dobermans Firm». В 1999 году начался выпуск фанатского журнала «Паровоз».
Войдя в число лидеров российского футбола в течение 1990-х и 2000-х годов, а также открыв в 2002 году новый современный стадион, клуб приобрёл большое количество поклонников, что иллюстрирует рост посещаемости с 1800—2000 болельщиков до более чем 15 тысяч в 2009 году. На домашних матчах активные поклонники «Локомотива» занимают Южную трибуну «РЖД Арены», и крупнейшее объединение ультрас называется United South (рус. Объединённый Юг). Болельщики «Локомотива» есть во всех регионах России.
Фанаты «Локомотива» долгое время имели репутацию сравнительно интеллигентных, старающихся сосредоточиться на яркой поддержке своей команды, однако с притоком новых болельщиков и нарастанием претензий к руководству эти традиции остались в прошлом, и с поведением поклонников «красно-зелёных» оказались связаны ряд скандальных инцидентов.
17 марта 2019 года южная трибуна отметила двадцатилетний юбилей «Викингов» перфомансом на матче с Краснодаром.

## Противостояния
В течение продолжительного периода времени фанаты «Локомотива» поддерживали ровные отношения с болельщиками московских клубов, но со временем на почве футбольного хулиганства соперниками красно-зелёных стали фанаты московского «Торпедо» и раменского «Сатурна». В связи с участием фанатов московского «Спартака» в столкновениях с болельщиками «Локомотива» на стороне торпедовцев (достоверно известно о таких стычках, начиная с 2004 года), отношения фанов «Локомотива» и «Спартака» также стали враждебными.
Самыми принципиальными для болельщиков «Локомотива» соперниками традиционно являются «Торпедо», а также «Сатурн». В последние годы враждебными стали взаимоотношения со «Спартаком» и Зенитом. После вылета «Торпедо» и «Сатурна» из Премьер-лиги, появились фанатские противостояния с «Ростовом» и «Крыльями Советов». 

## United South

Логотип United South

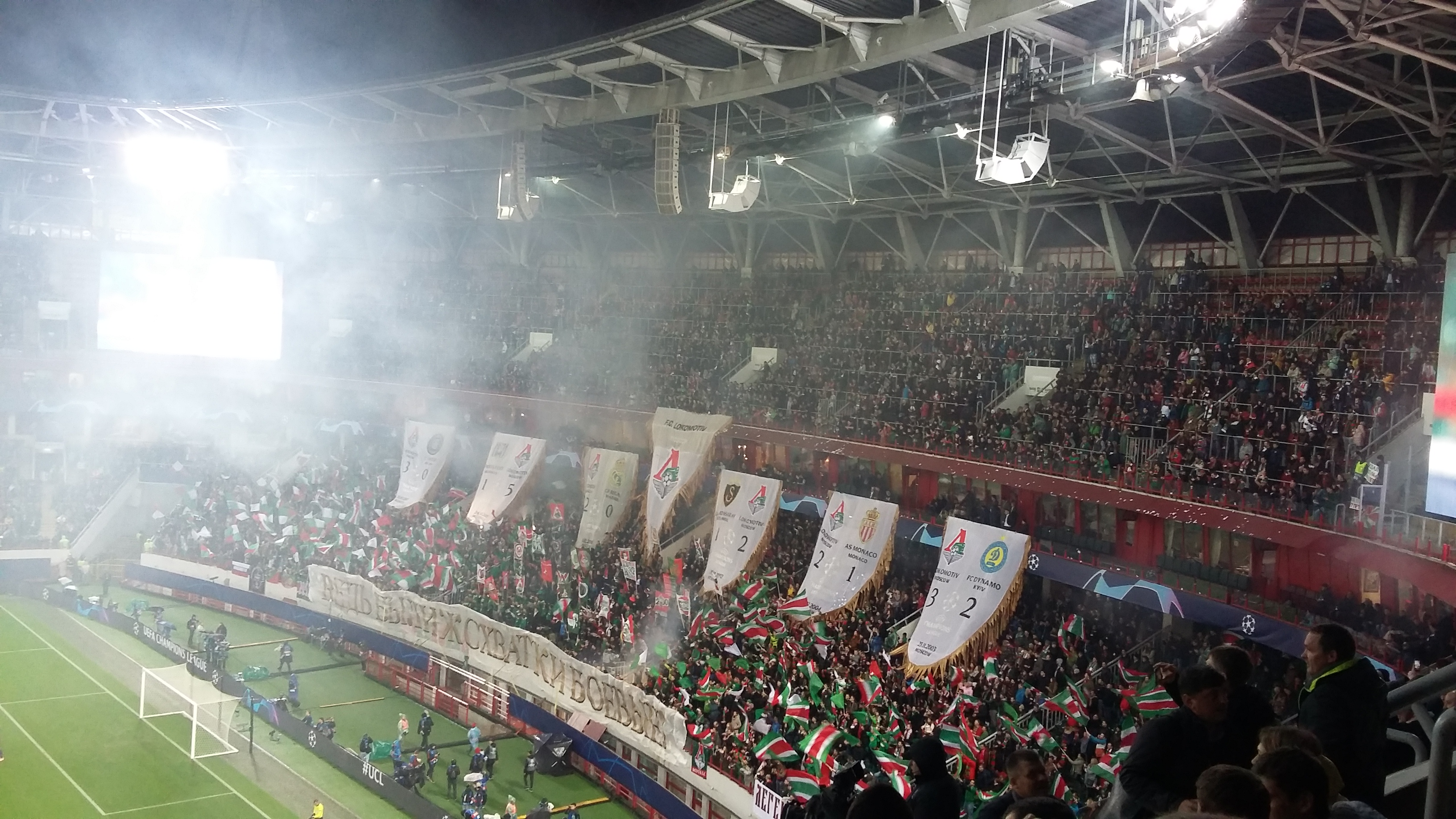
3 октября 2018 года. Матч против Шальке 04. Перфоманс United South, посвященный возвращению клуба в групповой этап Лиги чемпионов спустя 14 лет

В 2005 году для организации поддержки на матчах создано объединение болельщиков Локомотива «United South» (Объединенный Юг). В его состав входят группы с разных секторов южной трибуны стадиона РЖД Арена, а также активные фанаты клуба, не состоящие в группах.
Цели и задачи объединения:
- Создание предматчевых акций на играх, визуальное оформление секторов
- Вокальная поддержка
- Пропаганда выездной активности
- Организация выездов
- Организация фанатских турниров
- Выпуск фанатской атрибутики
- Совместное с Клубом болельщиков распространение билетов на матчи клуба и сборной.

## Численность болельщиков

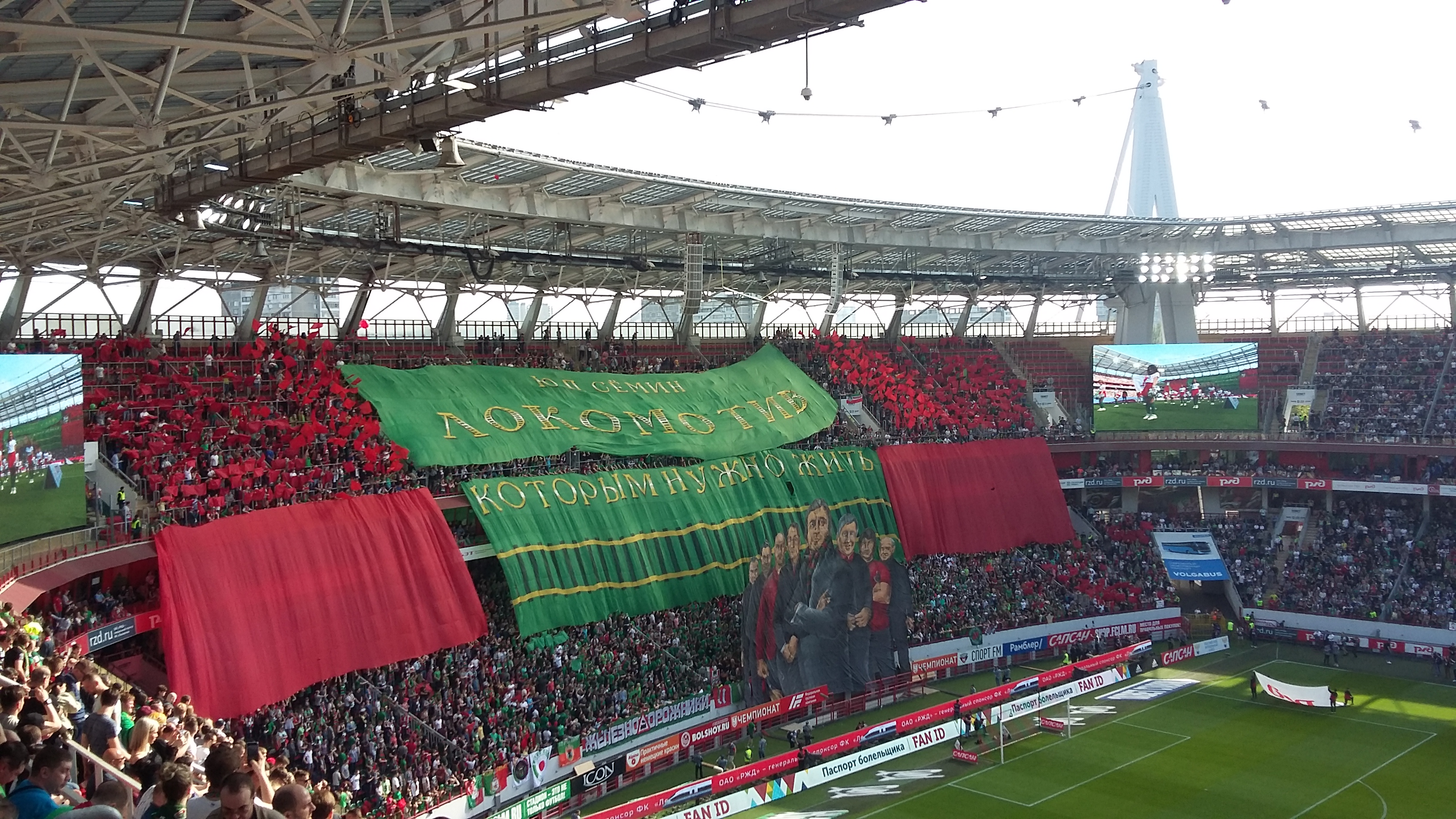
Локомотив — Зенит, 5 мая 2018 года. Южная трибуна, начало перфоманса фанатов Локомотива перед чемпионским матчем.

По оценкам портала championat.com, среди клубов Российской премьер-лиги доля московских команд составляет 45,70 % в сезоне 2017/18 (46,30 % в сезоне 2015/16 42,40 % в сезоне 2005). При этом доля болельщиков Локомотива составляет 4,80 % среди всех клубов или 10,5 % среди болельщиков московских команд. Полная таблица представлена ниже..
| Место | Клуб                         | Доля болельщиков клуба среди всей аудитории РФПЛ 2017/18 | Количество болельщиков в сезоне 2017/18, человек | Доля в сезоне 2015/16 | Количество болельщиков в сезоне 2015/16, человек | Доля в сезоне 2005 | Количество болельщиков в сезоне 2005, человек |
| ----- | ---------------------------- | -------------------------------------------------------- | ------------------------------------------------ | --------------------- | ------------------------------------------------ | ------------------ | --------------------------------------------- |
| 1     | «Спартак»                    | 22,80 %                                                  | 1 960 800                                        | 20,90 %               | 1 651 100                                        | 17,70 %            | 2 301 000                                     |
| 2     | «Зенит»                      | 18,50 %                                                  | 1 591 000                                        | 19,80 %               | 1 564 200                                        | 8,70 %             | 1 131 000                                     |
| 3     | ЦСКА                         | 13,90 %                                                  | 1 195 400                                        | 15,10 %               | 1 192 900                                        | 10,00 %            | 1 300 000                                     |
| 4     | «Локомотив»                  | 4,80 %                                                   | 412 800                                          | 5,10 %                | 402 900                                          | 8,50 %             | 1 105 000                                     |
| 5     | «Краснодар»                  | 4,70 %                                                   | 404 200                                          | 2,40 %                | 189 600                                          | -                  | -                                             |
| 6     | «Динамо»                     | 4,20 %                                                   | 361 200                                          | 5,20 %                | 410 800                                          | 6,20 %             | 806 000                                       |
| 7     | «Ростов»                     | 4,10 %                                                   | 352 600                                          | 3,10 %                | 244 900                                          | 3,10 %             | 403 000                                       |
| 8     | «Рубин»                      | 3,70 %                                                   | 318 200                                          | 3,70 %                | 292 300                                          | 3,50 %             | 455 000                                       |
| 9     | «Анжи»                       | 2,60 %                                                   | 223 600                                          | 3,30 %                | 260 700                                          | -                  | -                                             |
| 10    | «Урал»                       | 2,50 %                                                   | 215 000                                          | 2,50 %                | 197 500                                          | -                  | -                                             |
| 11    | «Ахмат»                      | 2,50 %                                                   | 215 000                                          | 2,40 %                | 189 600                                          | 2,30 %             | 299 000                                       |
| 12    | «Амкар»                      | 2,40 %                                                   | 206 400                                          | 2,30 %                | 181 700                                          | 2,30 %             | 299 000                                       |
| 13    | «СКА-Хабаровск»              | 2,00 %                                                   | 172 000                                          | -                     | -                                                | -                  | -                                             |
| 14    | «Уфа»                        | 1,90 %                                                   | 163 400                                          | 1,50 %                | 118 500                                          | -                  | -                                             |
| 15    | «Арсенал»                    | 1,30 %                                                   | 111 800                                          | -                     | -                                                | -                  | -                                             |
| 16    | «Тосно»                      | 0,30 %                                                   | 25 800                                           | -                     | -                                                | -                  | -                                             |
| -     | Нет клубных предпочтений     | 7,80 %                                                   | 670 800                                          | 5,20 %                | 410 800                                          | 24,40 %            | 3 172 000                                     |
| -     | Вся аудитория РФПЛ (человек) | 8 600 000                                                | 8 600 000                                        | 7 900 000             | 7 307 500                                        | 13 000 000         | 11 271 000                                    |

При этом в нейтральных регионах (в регионах России, где нет клубов РПЛ) популярность столичных команд составляет 66,60 %, при этом доля Локомотива 3,60 %.
| Место | Клуб                            | Доля болельщиков клуба от всех поклонников РФПЛ из нейтральных регионов |
| ----- | ------------------------------- | ----------------------------------------------------------------------- |
| 1     | «Спартак»                       | 38,20 %                                                                 |
| 2     | ЦСКА                            | 22,40 %                                                                 |
| 3     | Нет клубных предпочтений        | 16,10 %                                                                 |
| 4     | «Зенит»                         | 12,20 %                                                                 |
| 5     | «Локомотив»                     | 3,60 %                                                                  |
| 6     | «Динамо»                        | 2,40 %                                                                  |
| -     | Все остальные 11 клубов в сумме | 5,10 %                                                                  |

По данным компании Nielsen 2011 года, в рейтинге самых популярных клубов России Локомотив поделил общее пятое — шестое места с Динамо (третье — четвертое среди московских клубов):
| Клуб и его место в рейтинге | Количество поклонников (миллионов человек) |
| --------------------------- | ------------------------------------------ |
| 2. «Спартак»                | 8,2 млн                                    |
| 3. ЦСКА                     | 6,7 млн                                    |
| 5. «Динамо»                 | 1,8 млн                                    |
| 6. «Локомотив»              | 1,8 млн                                    |

Яндекс в 2017 году опубликовал исследование запросов о футбольных матчах, в котором определил, какими российскими клубами интересуются жители разных городов. В первую пятерку вошли все три представленных в РПЛ на тот момент московских клуба: Спартак (первое место), ЦСКА (третье место) и Локомотив (пятое место). Динамо, Торпедо и другие клубы в сезоне 2016/17 не участвовали в высшем дивизионе Чемпионата России.
В 2019 году Яндекс по заказу Sports.ru провел исследование распределения болельщиков четырёх московских клубов («Динамо», «Локомотива», «Спартака», ЦСКА) по районам столицы. Среди выявленных закономерностей отмечено, что за «Локомотив» больше болеют на северо-востоке и востоке столицы, на западе у железнодорожников болельщиков мало.
По данным Google Trends, поисковые запросы по пяти клубам в Москве распределяются следующим образом (в %):
|           | 2006 | 2007 | 2008 | 2009 | 2010 | 2011 | 2012 | 2013 | 2014 | 2015 | 2016 | 2017 | 2018 | 2019 | 2020 |
| --------- | ---- | ---- | ---- | ---- | ---- | ---- | ---- | ---- | ---- | ---- | ---- | ---- | ---- | ---- | ---- |
| Спартак   | 41   | 43   | 41   | 39   | 45   | 41   | 48   | 43   | 42   | 41   | 46   | 51   | 41   | 39   | 39   |
| ЦСКА      | 34   | 30   | 34   | 40   | 35   | 34   | 30   | 36   | 33   | 38   | 35   | 31   | 35   | 32   | 33   |
| Локомотив | 19   | 21   | 17   | 14   | 13   | 18   | 13   | 13   | 15   | 13   | 12   | 14   | 19   | 20   | 17   |
| Динамо    | 5    | 5    | 7    | 7    | 6    | 6    | 8    | 7    | 9    | 7    | 6    | 4    | 5    | 8    | 10   |
| Торпедо   | 1    | 1    | 1    | <1   | 1    | 1    | 1    | 1    | 1    | 1    | 1    | <1   | <1   | 1    | 1    |

Одним из инструментов оценки количества болельщиков является анализ социальных сетей, в которых представлены клубы. При этом используются как методики простого пересчета подписчиков во всех официальных аккаунтах в социальных сетях, так и более сложные методики, учитывающие активность подписчиков на странице сообщества в социальной сети. По данным исследований championat.com, «Спорт-Экспресса», издания «Спорт день за днем» и агентств РИАБ, Weekend Agency, Sellout Sport System, клубы имеют следующую динамику в социальных сетях по суммарному количеству подписчиков (таблица отсортирована по данным агентства "Sellout Sport System за 2019 год как наиболее актуальным):
| Клуб           | 2012 (championat.com, 27 декабря 2012) | 2012 (championat.com, 27 декабря 2012) | 2014 («Спорт-Экспресс», 14 января 2014), подписчиков) | 2015 («Спорт-Экспресс», 26 Февраля 2015), подписчиков | 2017 (РИАБ, 21 августа 2017 года), подписчиков | 2017 («Спорт день за днем», 3 декабря 2017), подписчиков | 2018 (Weekend Agency, 14 марта 2018), подписчиков | 2019 (Sellout Sport System, 22 мая 2019), подписчиков | 2019 (Sellout Sport System, 22 мая 2019), подписчиков |
| Клуб           | начало 2012 года                       | конец 2012 года                        | 2014 («Спорт-Экспресс», 14 января 2014), подписчиков) | 2015 («Спорт-Экспресс», 26 Февраля 2015), подписчиков | 2017 (РИАБ, 21 августа 2017 года), подписчиков | 2017 («Спорт день за днем», 3 декабря 2017), подписчиков | 2018 (Weekend Agency, 14 марта 2018), подписчиков | начало сезона 2018/19 (лето 2018 года)                | 13 мая 2019                                           |
| -------------- | -------------------------------------- | -------------------------------------- | ----------------------------------------------------- | ----------------------------------------------------- | ---------------------------------------------- | -------------------------------------------------------- | ------------------------------------------------- | ----------------------------------------------------- | ----------------------------------------------------- |
| Зенит          | 507 500                                | 780 500                                | 1 190 000                                             | 1 894 941                                             | 3 240 627                                      | 3 050 000                                                | 3 076 000                                         | 3 389 300                                             | 3 800 000                                             |
| Спартак        | 432 000                                | 621 200                                | 884 000                                               | 1 662 244                                             | 2 661 851                                      | 1 840 000                                                | 2 617 000                                         | 2 794 500                                             | 3 000 000                                             |
| ЦСКА           | 72 500                                 | 185 500                                | 332 000                                               | 798 541                                               | 1 930 204                                      | 1 907 000                                                | 1 994 000                                         | 2 100 800                                             | 2 400 000                                             |
| Локомотив      | 36 300                                 | 59 600                                 | 89 900                                                | 218 525                                               | 758 717                                        | 720 000                                                  | 800 000                                           | 881 200                                               | 982 300                                               |
| Краснодар      | 4500                                   | 19 500                                 | 33 000                                                | 145 184                                               | 511 681                                        | 492 000                                                  | 518 000                                           | 575 100                                               | 678 600                                               |
| Ростов         | 8000                                   | 16 520                                 | 30 000                                                | 108 043                                               | 487 750                                        | 545 000                                                  | нет данных                                        | 516 200                                               | 539 000                                               |
| Рубин          | 54 600                                 | 69 400                                 | 94 600                                                | 255 802                                               | 522 144                                        | 1 150 000                                                | 484 000                                           | 531 300                                               | 511 000                                               |
| Динамо         | 12 000                                 | 29 200                                 | 49 000                                                | 153 613                                               | 455 491                                        | 450 000                                                  | 442 000                                           | 472 700                                               | 476 200                                               |
| Анжи           | 43 700                                 | 74 900                                 | 112 600                                               | нет данных                                            | 348 042                                        | 335 000                                                  | 435 000                                           | 397 800                                               | 380 200                                               |
| Урал           | нет данных                             | нет данных                             | 12 000                                                | 57 828                                                | 190 336                                        | 190 000                                                  | нет данных                                        | 206 800                                               | 217 300                                               |
| Крылья Советов | 950                                    | 37 100                                 | 36 250                                                | нет данных                                            | нет данных                                     | нет данных                                               | нет данных                                        | 177 100                                               | 187 200                                               |
| Ахмат          | 860                                    | 2210                                   | 8500                                                  | 52 506                                                | 174 909                                        | 210 000                                                  | нет данных                                        | 168 400                                               | 178 400                                               |
| Уфа            | нет данных                             | нет данных                             | нет данных                                            | 23 799                                                | 89 122                                         | 90 000                                                   | нет данных                                        | 114 800                                               | 138 400                                               |
| Енисей         | нет данных                             | нет данных                             | нет данных                                            | нет данных                                            | нет данных                                     | нет данных                                               | нет данных                                        | 91 200                                                | 108 600                                               |
| Арсенал        | нет данных                             | нет данных                             | нет данных                                            | 14 716                                                | 47 496                                         | 56 000                                                   | нет данных                                        | 67 100                                                | 84 600                                                |
| Оренбург       | нет данных                             | нет данных                             | нет данных                                            | нет данных                                            | нет данных                                     | нет данных                                               | нет данных                                        | 54 400                                                | 67 900                                                |
| Амкар          | 12 590                                 | 30 020                                 | 49 000                                                | 111 195                                               | 223 726                                        | 228 000                                                  | 223 000                                           | нет данных                                            | нет данных                                            |
| Тосно          | нет данных                             | нет данных                             | нет данных                                            | нет данных                                            | 33 905                                         | 37 000                                                   | нет данных                                        | нет данных                                            | нет данных                                            |
| СКА-Хабаровск  | нет данных                             | нет данных                             | нет данных                                            | нет данных                                            | 22 962                                         | 27 000                                                   | нет данных                                        | нет данных                                            | нет данных                                            |
| Кубань         | 18 500                                 | 30 100                                 | 76 500                                                | 115 228                                               | нет данных                                     | нет данных                                               | нет данных                                        | нет данных                                            | нет данных                                            |
| Мордовия       | нет данных                             | 9500                                   | нет данных                                            | 20 862                                                | нет данных                                     | нет данных                                               | нет данных                                        | нет данных                                            | нет данных                                            |
| Торпедо        | нет данных                             | нет данных                             | нет данных                                            | 7590                                                  | нет данных                                     | нет данных                                               | нет данных                                        | нет данных                                            | нет данных                                            |
| Волга          | 7000                                   | 15 400                                 | 27 500                                                | нет данных                                            | нет данных                                     | нет данных                                               | нет данных                                        | нет данных                                            | нет данных                                            |
| Томь           | нет данных                             | нет данных                             | 27 100                                                | нет данных                                            | нет данных                                     | нет данных                                               | нет данных                                        | нет данных                                            | нет данных                                            |
| Алания         | нет данных                             | 5500                                   | нет данных                                            | нет данных                                            | нет данных                                     | нет данных                                               | нет данных                                        | нет данных                                            | нет данных                                            |

Также при ранжировании с учетом активности одним из агентств получен следующий рейтинг (в порядке убывания популярности): ЦСКА, Спартак, Локомотив, Динамо.
На основе представленной выше статистики можно сделать вывод о том, что Локомотив по популярности занимает четвёртое место в стране и третье в Москве.

### Посещаемость

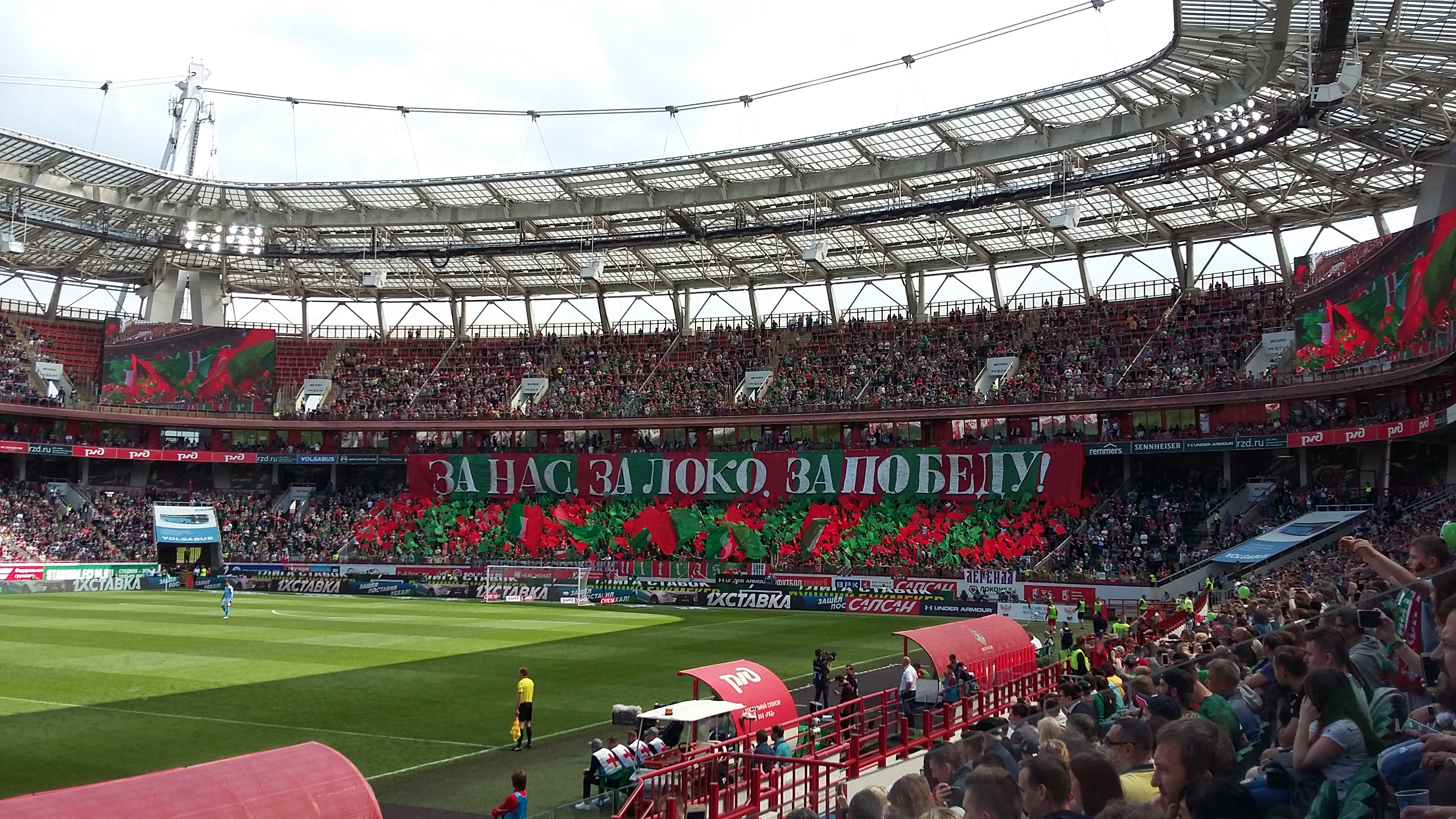
Южная трибуна на матче Локомотив — Уфа 26 мая 2019 года.

Одним из показателей популярности клуба в городе базирования является посещаемость домашних матчей. Для Локомотива история посещаемости в Чемпионатах СССР и Чемпионатах России следующая (данные за сезоны, начиная с 1980 года):
| Сезон чемпионата России | Общая домашняя посещаемость | Матчей | Средняя домашняя посещаемость | Примечаение |
| --- | --------------------------- | ------ | ----------------------------- | ----------- |
| 1980 | —                           | 17     | 3088                          | [ 55 ]      |
| 1981 | —                           | 23     | 2204                          | [ 55 ]      |
| 1982 | —                           | 21     | 2562                          | [ 55 ]      |
| 1983 | —                           | 21     | 1569                          | [ 55 ]      |
| 1984 | —                           | 21     | 1624                          | [ 55 ]      |
| 1985 | —                           | 21     | 1845                          | [ 55 ]      |
| 1986 | —                           | 23     | 2500                          | [ 55 ]      |
| 1987 | —                           | 21     | 3429                          | [ 55 ]      |
| 1988 | —                           | 15     | 6333                          | [ 55 ]      |
| 1989 | —                           | 15     | 4540                          | [ 55 ]      |
| 1990 | —                           | 19     | 1879                          | [ 55 ]      |
| 1991 | —                           | 15     | 4040                          | [ 55 ]      |
| 1992 | —                           | 16     | 2515                          | [ 55 ]      |
| 1993 | —                           | 17     | 1588                          | [ 55 ]      |
| 1994 | —                           | 15     | 1933                          | [ 55 ]      |
| 1995 | —                           | 15     | 3347                          | [ 55 ]      |
| 1996 | —                           | 17     | 3088                          | [ 55 ]      |
| 1997 | —                           | 17     | 3118                          | [ 55 ]      |
| 1998 | —                           | 15     | 3380                          | [ 55 ]      |
| 1999 | —                           | 15     | 5593                          | [ 55 ]      |
| 2000 | —                           | 15     | 5813                          | [ 55 ]      |
| 2001 | —                           | 15     | 4493                          | [ 55 ]      |
| 2002 | 100 000                     | 15     | 6 667                         | [ 57 ]      |
| 2003 | 102 123                     | 15     | 6 808                         | [ 57 ]      |
| 2004 | 158 173                     | 15     | 10 545                        | [ 57 ]      |
| 2005 | 181 993                     | 15     | 12 133                        | [ 57 ]      |
| 2006 | 194 969                     | 15     | 12 998                        | [ 57 ]      |
| 2007 | 199 258                     | 15     | 13 284                        | [ 57 ]      |
| 2008 | 211 121                     | 15     | 14 075                        | [ 57 ]      |
| 2009 | 218 335                     | 15     | 14 556                        | [ 57 ]      |
| 2010 | 199 203                     | 15     | 13 280                        | [ 57 ]      |
| 2011 — 2012 | 321 427                     | 22     | 14 610                        | [ 57 ]      |
| 2012 — 2013 | 192 924                     | 15     | 12 862                        | [ 57 ]      |
| 2013 — 2014 | 192 462                     | 15     | 12 831                        | [ 57 ]      |
| 2014 — 2015 | 132 334                     | 15     | 8 822                         | [ 57 ]      |
| 2015 — 2016 | 147 229                     | 15     | 9 815                         | [ 57 ]      |
| 2016 — 2017 | 157 991                     | 15     | 10 533                        | [ 57 ]      |
| 2017 — 2018 | 190 616                     | 15     | 12 708                        | [ 57 ]      |
| 2018 — 2019 | 226 434                     | 15     | 15 096                        | [ 57 ]      |
| 2019 — 2020 | 127 733                     | 8      | 15 967                        | .           |
| Примечание. Статистика за сезоны 2002—2018/19 представлена на основе официальных данных Российской Премьер-Лиги. В других источниках данные могут отличаться от официальных. |                             |        |                               |             |

В российский период истории клуба, в соответствии с официальными данными Российской Премьер-Лиги, рекордным по средней домашней посещаемости стал чемпионат 2018—2019 со средним значением 15 096 зрителей за матч.

## Самые массовые выезды болельщиков «Локомотива»
- Рекорд чемпионатов России: около 3500 человек — в Ярославль на матч с «Шинником», в котором решалась судьба золотых медалей чемпионата 2004 года[58], и на матч с «Краснодаром» в конце чемпионата 2017/18[59];
- Рекорд еврокубков: 2000 человек — на матч с киевским «Динамо» в Лиге чемпионов 2003/2004[58];
- Рекордом выездов в страны, где требуется виза: в Турин на матч третьего тура группового этапа Лиги чемпионов 2019/2020 против Ювентуса, прошедший 22 октября 2019 года — по разным оценкам от 1600 до 2000 человек[60][61] (второй по массовости выезд — 820 человек в Оломоуц на матч Лиги Европы 2017/18 с чешским «Фаставом»[62]).
- Самый массовый выезд: около 7000 человек — на финальный матч Кубка России 2016/2017 против «Урала» в Сочи[63].

## Комментарии
1. ↑  Популярность клубов «Яндекс» оценивал по числу болельщиков — людей, которые искали информацию о матчах одной команды чаще, чем других. Запрос считали относящимся к матчу, если он содержал названия двух команд ([спартак рубин трансляция], [цска анжи 24 апреля]) и был задан в день матча или в течение двух дней до/после него. Учитывались только матчи сезона-2018/19.
2. ↑  В описании алгоритма расчёта популярности ничего не сказано об очистке результатов от искажений в связи с запросами с мобильных устройств в районе стадионов в дни матчей.
3. ↑  Ни в одном из представленных исследований не производится оценка пересечения аудиторий каждого клуба в различных социальных сетях.

В рейтинге за 2012 год, основанном на публикации championat.com, представлено суммарное количество подписчиков в трёх социальных сетях: «ВКонтакте», Facebook, Twitter.

Методика издания «Спорт-Экспресс» от 2014 года имеет следующие особенности: приведенная статистика учитывает только официальные сообщества и страницы клубов премьер-лиги на сайтах «ВКонтакте», Facebook, Twitter, и Instagram. В статистике учитывалось: «ВКонтакте» — количество подписчиков; Facebook — количество тех, кому страница «нравится»; Twitter — количество читателей, Instagram — количество читателей (цифры округлены). Количество подписчиков во всех перечисленных социальных сетях суммируется.

Методика издания «Спорт-Экспресс» от 2015 года имеет следующие особенности: приведенная статистика учитывает только официальные сообщества и страницы клубов премьер-лиги на сайтах «ВКонтакте», Facebook, Twitter, Instagram и YouTube (данные за 24 — 25 февраля 2015 года); количество подписчиков во всех перечисленных социальных сетях суммируется.

Методика издания «Спорт день за днем» от 2017 года подразумевает подсчет суммарного количества подписчиков клубов-участнииков РФПЛ во «ВКонтакте», Facebook, Twitter, Instagram на момент выхода материала (3 декабря 2017 года).

Российское исследовательское агентство блогеров (РИАБ) составило рейтинг на основе активности подписчиков официальных сообществ клубов РФПЛ сезона 2017—2018 в пяти социальных сетях («ВКонтакте», Facebook, Twitter, Instagram, YouTube). Исследование проводилось в период с 1 июня по 21 августа 2017 года (первые семь туров первенства). В таблице указано количество подписчиков каждого клуба, попавшего в исследование. Рейтинг популярности от того же агентства в текущей статье не приведен, так как методика его расчета не описана.

В исследовании Weekend Agency от 14 марта 2018 упомянуты данные только по 9 клубам. Количество подписчиков зафиксировано для четырёх социальных сетей: «ВКонтакте», Facebook, Twitter, Instagram.

В рейтинге Sellout Sport System 2019 учтены данные по количеству подписчиков в Twitter, Facebook, Instagram, Youtube и «ВКонтакте» в конце сезона РПЛ 2018—2019 (13 мая 2019).
4. ↑  Учтены данные неофициальных сообществ в Facebook и Вконтакте.
5. ↑  В период 1958—2017 носил название «Терек».
6. ↑  Клуб расформирован 18 июня 2018 года.
7. ↑  Клуб расформирован 9 июня 2018 года.
8. ↑  Клуб расформирован 30 мая 2018 года.
9. ↑  Клуб расформирован 15 июня 2016 года.
10. ↑  Клуб снялся с соревнований ФНЛ сезона 2013/2014 17 февраля 2014 года, воссоздан   на базе Алании-Д в 2014 году для участия в первенстве ПФЛ 2014/15.
11. ↑  Сезон 2019—2020 не завершён. Данные по состоянию на 10 ноября 2019 года.